# Kolomenskoje
Kolomenskoje (russisk: Коломенское, tr. Kolomenskoje) er en tidligere zarresidens nogle kilometer sydøst for Moskvas centrum. Den ligger på den gamle vej til byen Kolomna, som har givet navn til slottet. Opstandelseskirken fra 1535 kom på UNESCOs verdensarvsliste i 1994 i henhold til kriterierne (ii). Foruden Opstandelseskirken findes et Frilandsmuseum med bygninger fra store dele af Rusland bl.a. Peter den Stores træhus. Der er en flot udsigt over bredderne af Moskvafloden. Området blev en del af Moskva i 1960'erne.